# Instituto de Óptica "Daza de Valdés"
El Instituto de Óptica "Daza de Valdés" (IO-CSIC) es un centro público de investigación perteneciente al Consejo Superior de Investigaciones Científicas (CSIC).

## Historia
El Instituto de Óptica "Daza de Valdés" fue fundado en 1946 por el Prof. José María Otero de Navascués, responsable entonces de la "Sección de Óptica" del Instituto "Alonso de Santa Cruz" de Física (en el edificio Rockefeller), en el actual campus de Serrano del CSIC, en Madrid. El Instituto se desplazó en 1950 a su ubicación actual, un nuevo edificio, también dentro del campus CSIC diseñado por el arquitecto Miguel Fisac. 
En sus inicios la investigación de instituto se orientó hacia la visión y la espectroscopía, en concreto en las líneas de investigación de óptica fisiológica, exploración ocular, diseño de sistemas ópticos, fotografía, espectroscopía infrarroja y óptica física; añadiéndose en una etapa posterior las líneas de microscopía electrónica, estudio de espectros atómicos, luminiscencia, colorimetría y fotometría. En 1956 el instituto fue reasignado al Patronato Juan de la Cierva, organismo del CSIC dedicado al desarrollo tecnológico.
Este instituto de investigación ha crecido de forma constante en todos sus aspectos, llegando a su tamaño actual de alrededor de 75 personas con 20 investigadores en plantilla. Atendiendo a indicadores de género, el IODV cuenta con un 40% de mujeres. Actualmente el director es el Dr. Juan Diego Ania Castañón.

## Grupos y líneas de investigación actuales
Actualmente sus objetivos científicos abarcan todos los aspectos de la óptica y la fotónica, con énfasis en áreas como la óptica Fisiológica, el Procesado de Imágenes, la Metrología óptica, la Interacción Láser-Materia, la Dinámica No-lineal de Sistemas ópticos, la Nanofotónica y las Comunicaciones ópticas. El instituto cuenta con 4 líneas de investigación:
- Óptica No-Lineal y Nanofotónica

Dinámica No-lineal y Fibras Ópticas
Fotónica con Iones de Alta Energía
- Instrumentación Científica

Óptica de Láminas Delgadas
Medidas de Radiación Óptica
- Fotónica, Nanoestructuras y Óptica Ultra-Rápida

Grupo de Procesado por Láser
- Imágenes y Visión

Óptica Visual y Biofotónica
Ciencias de la Imagen

## Ilustres investigadores
En la Sección de Espectroscopia, los sucesores de Miguel Catalán Sañudo: 
Laura Iglesias Romero, Olga García Riquelme y Juana Bellanato.
En la Sección de diseño de instrumentos ópticos: 
Piedad de la Cierva, María Egüés y Antonio Corróns.